# Hurley (entreprise)
Pour les articles homonymes, voir Hurley.
Hurley est une marque américaine de vêtements de surf fondée en 1979 par Bob Hurley et détenue de 2002 à 2019 par Nike. La marque est achetée en 2019 par Bluestar Alliance,.
L'entreprise a son siège social a Costa Mesa en Californie.